# Guvernerova palača u Rijeci
Guvernerova palača je bivša rezidencija guvernera, namjesnika Ugarske krune sv. Stjepana u Rijeci.

## Povijest
Guverneri Rijeke ranije su stolovali u staroj guvernerovoj palači izgrađenoj u 18. stoljeću, koja se nalazila na prostoru današnje palače Adria između Rive i Jadranskog trga. Kratko vrijeme tu je funkciju imala i zgrada pošte na Korzu. Riječki su guverneri tradicionalno potjecali iz Mađarske, od uspostave Corpusa separatuma Hungaricuma 1779. kada je dekretom Marije Terezije nad Rijekom, umjesto habsburške, uspostavljena mađarska uprava koja je s kraćim prekidima, za Napoleonovih osvajanja i okupacije Jelačićevih pandura, trajala sve do 1918.., 
Guverner, grof  Batthyány, povjerio je 1892. – 1893. godine projektiranje nove palače vodećem budimpeštanskom arhitektu i pedagogu Alajosu Hauszmannu. Radove, koji su trajali do 1897. godine, nadzirao je Ferenc Jablonszky, suradnik Hauszmannova atelijera. Na jedinstvenoj lokaciji, autor je za stil odabrao visoku renesansu zbog plemenite jednostavnosti , te tako ostvario najkvalitetniju upravnu građevinu toga doba u Rijeci.. Postavljena na uzvisini, s pročeljem obloženim bijelim kamenom, okrenuta prema luci, Guvernerova palača ističe se u slici grada. U njenoj su unutrašnjosti na prvom katu prostrani atrij i reprezentativni saloni (Crveni i Zeleni salon), budoar te Mramorna dvorana, sve s izvornim pokućstvom, izvedenim po ukusu "fin de siecla". Zanimljivo je da su za unutrašnju opremu angažirani mahom domaći obrtnici.
Ta je palača sve do 3. svibnja 1945. godine bila svjedokom sudbonosnih događanja u povijesti Rijeke. Godine 1955. u palaču se sa Sušaka premješta Pomorski i povijesni muzej Hrvatkog primorja, iako Rijeka ne spada u Hrvatsko primorje.

## Zaštita
Pod oznakom Z-99 zavedena je kao nepokretno kulturno dobro - pojedinačno, pravnog statusa zaštićena kulturnog dobra, klasificirano kao "javna građevina".

## Vanjske poveznice
|  | Zajednički poslužitelj ima još gradiva o temi Guvernerova palača u Rijeci |